# Habitatge unifamiliar al carrer Versalles, 2
L'Habitatge unifamiliar al carrer Versalles, 2 és una obra de la Canonja (Tarragonès) protegida com a Bé Cultural d'Interès Local.

## Descripció
Habitatge unifamiliar de composició simètrica de planta baixa més un pis i golfes, amb coberta a doble vessant. Té tres obertures per pis. A la planta baixa presenta una porta central i dues portalades a banda i banda. Al primer pis, tres balcons individuals amb barana de forja policromada. Els muntants i les llindes tenen esculpits una sèrie de rosetes. La cornisa té molta volada i està suportada per vint cartel·les. Al timpà s'obren dues finestres centrades. Tot el timpà està coronat amb cresteria ceràmica vidrada. Als extrems, dos acroteris en forma de lleó alat i, al carener, un gerro també ceràmic.
Pel que fa a la teulada, sobresurt una torreta rectangular reculada respecte la línia de façana que es correspon amb la caixa d'escala interior rematada per una balconada oberta pels quatre costats. El revestiment de la façana reprodueix un parament isòdom.